# Palette (maison d'édition)
Pour les articles homonymes, voir Palette.
Palette est une maison d’édition française spécialisée dans l'initiation à l'art plastique et dans les livres d'art pour la jeunesse.

## Histoire
Fondées en 2003 par Didier Baraud, les éditions Palette s'installent rue Campagne-Première, dans le quartier du Montparnasse à Paris, fréquenté par les artistes depuis le xixe siècle. L'équipe fondatrice compte à l'époque trois responsables : Héloïse Bertrand (éditrice pour la petite enfance et le primaire), Nicolas Martin (éditeur pour le collège, le lycée et les adultes) et Joëlle Rioust (trésorière et comptable).
En mars 2016, la maison d'édition Palette est rachetée par le groupe Rue des écoles. Elle déménage alors dans le 5e arrondissement de Paris, dans les locaux de ce groupe éditorial spécialisé dans la jeunesse.

## Catalogue
Le catalogue de Palette est composé de parutions très diverses : beaux-livres, livres-jeux, livres de coloriages, monographies, livres pop-up et même livres-puzzles. La maison Palette a pour objectif d'initier les enfants à l'art et l'histoire de l'art par le jeu et l'amusement.

## Prix et récompenses
- Les Procès de l'art, de Céline Delavaux et Marie-Hélène Vignes, Prix du Palais littéraire et musical 2017 décerné par l'Ordre des avocats de la Cour de Paris
- Mon carnet d'artiste : Autoportraits, de Patricia Geis, Prix du livre jeunesse médiathèque, FILAF 2017
- Le Grand Bain - Livre d'activités, de James Lambert et Sharna Jackson, Prix spécial du Livre d’Art Jeunesse, FILAF 2015
- Photographie Contemporaine, de Floriane Herrero, Prix du livre d'art pour enfants, FILAF 2014
- L'Art de l'ailleurs, de Hélène Gaudy, Pépite du livre d'art, Salon du livre et de la presse jeunesse 2013
- L'Art face à l'Histoire, de Nicolas Martin et Eloi Rousseau ; Pépite du livre d'art, Salon du livre et de la presse jeunesse 2012